# La Celestina (película de 1969)
La Celestina es una película dramática española de 1969 dirigida por César Fernández Ardavín y adaptada, por el mismo, a partir de la obra homónima de Fernando de Rojas, considerada una de las cumbres clásicas de la Literatura Española. 

## Sinopsis
En los últimos años de la Edad Media se hace la procesión del Corpus en la ciudad de Toledo. Allí, el joven Calisto conoce a la bella dama Melibea, de la que se enamora inmediatamente, intentando cortejarla, pero sólo consigue el rechazo de la joven. Decidido a convertirla en su amante, Calisto la persigue allá donde va, provocando así encuentros "incidentales". Entonces el amante decide seguir los consejos de su criado Sempronio e ir a un vieja casamentera llamada Celestina, que, con la ayuda de sus malvadas artes y consejos, hace inclinar la voluntad de Melibea y provoca consecuencias trágicas para todos.

## Reparto
- Julián Mateos - Calisto
- Elisa Ramírez - Melibea
- Amelia de la Torre - Celestina
- Hugo Blanco
- Gonzalo Cañas
- Heidelotte Diehl - Areúsa
- Eva Guerr - Lucrecia
- Eva Lissa - Alisa
- Antonio Mancho
- Antonio Medina
- Ursula Mellin - Elicia (como Uschi Mellin)
- Konrad Wagner - Pleberio

## Premios y nominaciones
La película fue seleccionada como candidata española al Oscar a la mejor película de habla no inglesa en los Premios Oscar de 1969, pero no fue aceptada como nominada. También participó en el 6º Festival Internacional de Cine de Moscú.
En los Premios del Sindicato Nacional del Espectáculo de 1969 ganó el primer premio a la mejor película y la mejor música.